# Tortricinae
De Tortricinae zijn een onderfamilie van vlinders in de familie bladrollers (Tortricidae).

## Geslachtengroepen
- Tortricini Latreille, 1803
- Archipini Pierce & Metcalfe, 1922
  - = Ramapesiini Razowski, 1993 (nomen nudum)
- Atteriini Busck, 1932
- Ceracini Cotes & Swinhoe, 1889
- Cnephasiini Stainton, 1858
- Cochylini Guenee, 1845
  - = Euliini Kuznetzov & Stekolnikov, 1977
- Epitymbiini Common, 1958
- Phricanthini Diakonoff, 1981
- Schoenotenini Diakonoff, 1952
- Sparganothini Druce, 1912

Geslachten die niet binnen deze geslachtengroepen vallen: 
- Apateta Turner, 1926
- Apinoglossa Saalmüller in Moeschler, 1890
- Hydaranthes Meyrick, 1928
- Recintona Razowski